# Football Club Lyn Oslo
El Football Club Lyn Oslo és un club noruec de futbol de la ciutat d'Oslo. Forma part del club esportiu Ski- og Fotballklubben Lyn, que també té seccions d'esquí nòrdic i orientació.

## Història
El club va ser fundat el 1896 i van ser membres fundadors de la Federació Noruega de Futbol.
El club va assolir gran èxit a inicis del segle xx. A la primera meitat del segle va guanyar quatre copes noruegues i vuit campionats d'Oslo. La selecció de Noruega que va guanyar la medalla de bronze dels Jocs Olímpics d'Estiu de 1936 comptava amb sis jugadors del Lyn.
La segona dècada del segle el club declinà lleugerament. A la lliga noruega, creada el 1937, només ha guanyat dos títols als anys 60. A la copa guanyà quatre nous títols, el darrer d'ells el 1968. Des d'aquesta data no ha assolit cap títol important.
El club acostuma a representar a la classe alta, mentre que el seu rival ciutadà, el Vålerenga representa a la classe treballadora.
El seu estadi és l'Ullevaal Stadium, inaugurat el 1926.

## Jugadors destacats
- 1896-1900s: Bredo Eriksen (1896), Erling Maartmann (1905), Rolf Maartmann (1905), Victor Nysted (1905), Kristian Krefting (1909), Nikolai Ramm Østgaard (1909)
- 1910s: Per Skou (1911), Otto Aulie (1919)
- 1920s: Jean Louis Bretteville (1922), Jørgen Juve (1927), Frithjof Ulleberg (1929),
- 1930s: Arne Brustad (1930), Øivind Holmsen (1932), Fredrik Horn (1933), Magnar Isaksen (1933)
- 1940s: Tom Blohm (1945), Marlow Braathen (1945), Knut Osnes (1945), Lloyd Pettersen (1945), John Sveinsson (1945)
- 1950s: Axel Berg (1955), Arild Gulden (1959)
- 1960s: Andreas Morisbak (1961), Finn Seemann (1963), Ola Dybwad-Olsen (1964), Knut Kolle (1964), Harald Berg (1965), Helge Østvold (1967), Jan Berg, Jan Rodvang
- 1980s: Tom Sundby (1981), Simen Agdestein (1984)
- 1990s: Axel Kolle (1991), Ronny Johnsen (1992), Jan Derek Sørensen (1992), Hassan El Fakiri (1995), Tommy Nilsen (1995)
- 2000s: Ole Bjørn Sundgot (2000), Jonny Hanssen (2002), Steven Lustü (2002), Ali Al Habsi (2003), Øyvind Leonhardsen (2004), John Obi Mikel (2005)

## Palmarès
- Lliga noruega de futbol (2): 1964, 1968
- Copa noruega de futbol (8): 1908, 1909, 1910, 1911, 1945, 1946, 1967, 1968
- Campionat d'Oslo (8): 1915, 1917, 1922, 1926, 1930, 1935, 1936, 1937

## Galeria

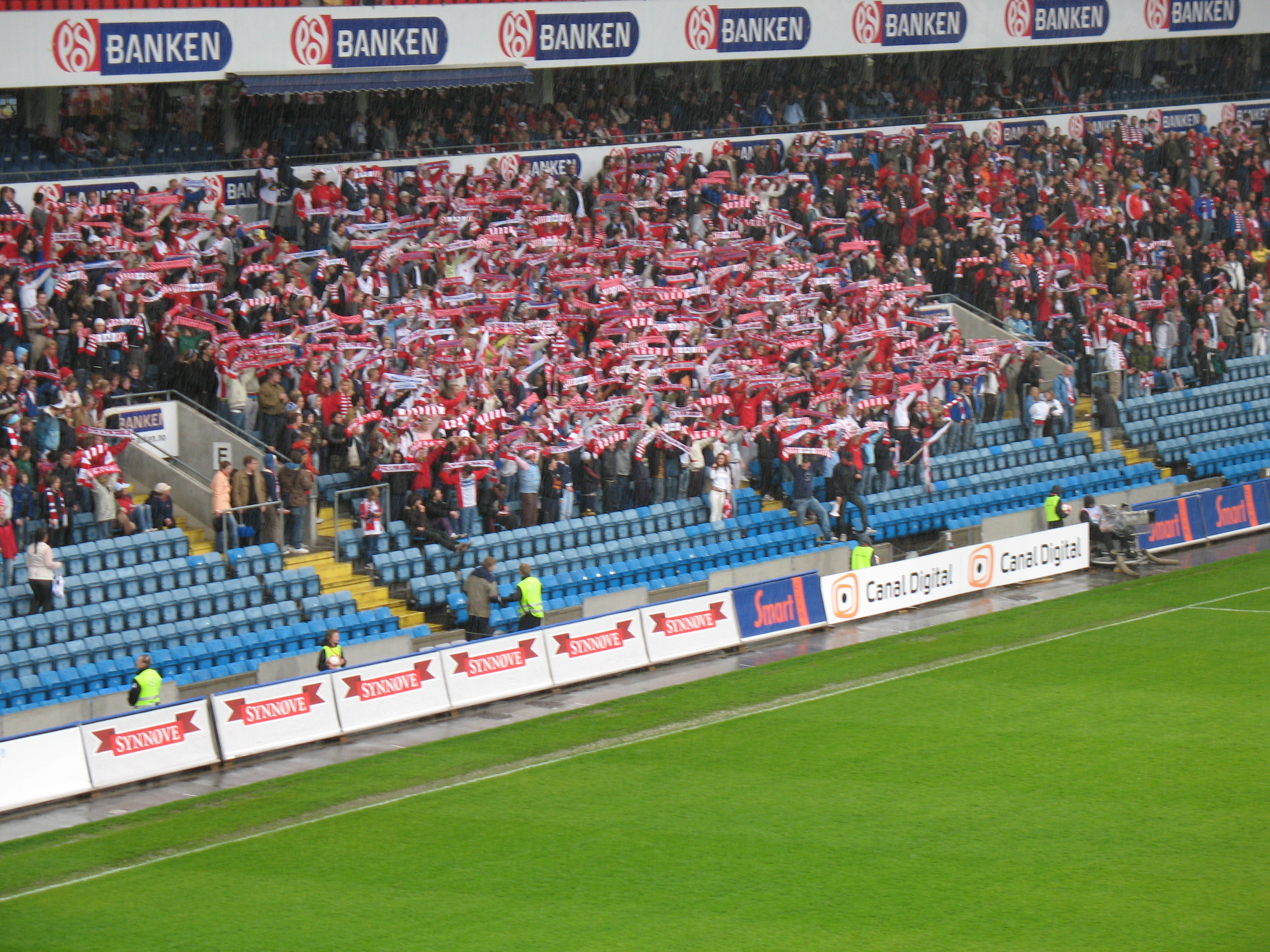
Bastionen, els fans del Lyn Oslo.

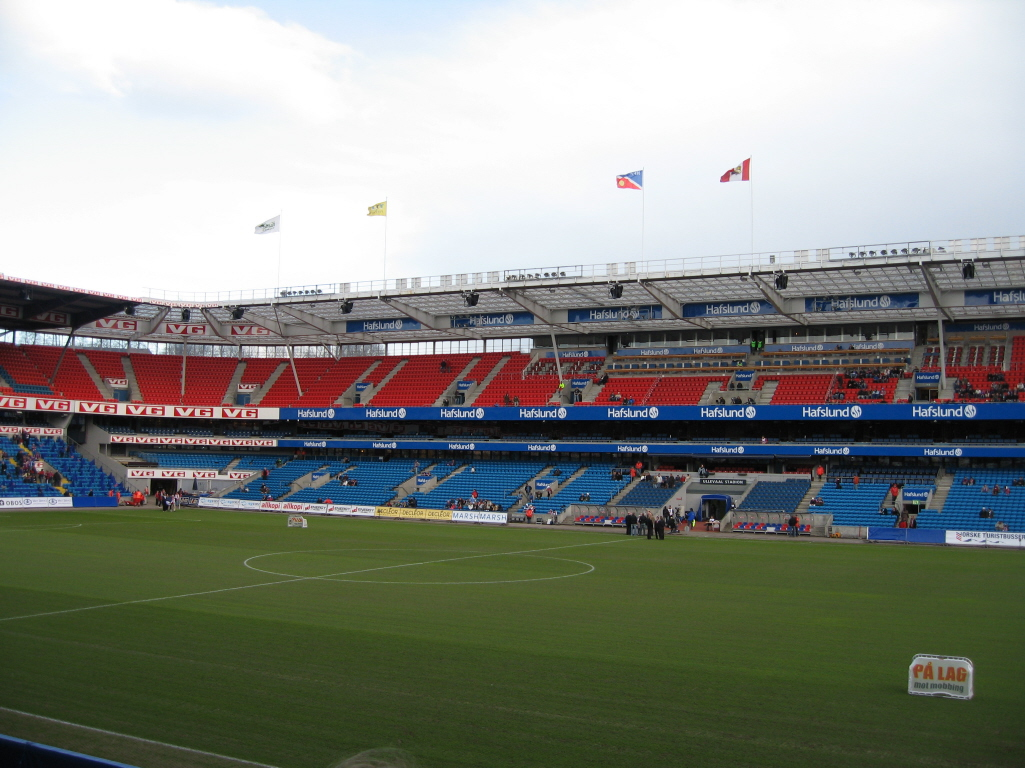
Ullevaal Stadion, seu del Lyn Oslo.

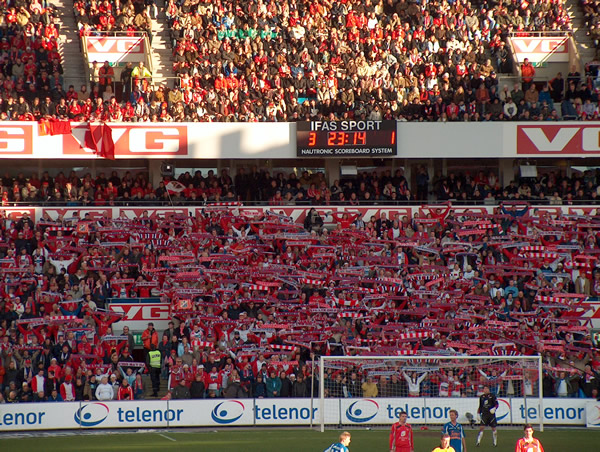
El Bastionen a la final del 2004

|  |  |  |